# Třída Félix Éboué
Třída Félix Éboué je třída oceánských hlídkových lodí francouzského námořnictva vyvinuté pro službu v Nové Kaledonii, Francouzské Polynésii a na Réunionu. Její oficiální označení je Patrouilleur Outre-Mer (POM, což znamená zámořská hlídková loď). Mezi jejich úkoly patří hlídkování ve výlučné ekonomické zóně země, kontrola znečištění, nebo mise SAR. Celkem bylo objednáno šest jednotek této třídy. První byla do služby zařazena roku 2023.

## Stavba
Šest oceánských hlídkových lodí bylo objednáno v prosinci 2019 u francouzské loďařské společnosti SOCARENAM a stavba plavidel ve své loděnici v Saint-Malo. Plánované dodání plavidel proběhne v letech 2023–2025. Dokončena plavidla nahradí stávající hlídkové lodě: Dvě plavidla této třídy nahradí hlídkové lodě La Moqueuse (P688) a La Glorieuse (P686) třídy P400 v Nové Kaledonii, dvě plavidla nahradí hlídkové lodě Le Malin (P701) a La Boudeuse (P683) třídu P400 na Réunionu, dále dvě plavidla nahradí hlídkové lodě Arago (P675) a La Railleuse (P689) třídu P400 ve Francouzské Polynésii. První řezání oceli na nová plavidla proběhlo v říjnu 2020.
Slavnostní první řezání oceli na prototypovou jednotku proběhlo v říjnu 2020.
Jednotky třídy Félix Éboué:
| Jméno                       | Základna                       | Spuštěna          | Vstup do služby   | Status    |
| --------------------------- | ------------------------------ | ----------------- | ----------------- | --------- |
| Auguste Bénébig (P779)      | Nouméa, Nová Kaledonie         | 15. října 2021    | 25. července 2023 | aktivní   |
| T. a Teriierooiterai (P780) | Papeete, Francouzská Polynésie | 5. září 2022      | 18. července 2024 | aktivní   |
| Auguste Techer (P781)       | Réunion                        | 22. prosince 2023 |                   | ve stavbě |
| Jean Tranape                | Nouméa, Nová Kaledonie         | prosinec 2024     |                   | ve stavbě |
| Philippe Bernardino         | Papeete, Francouzská Polynésie |                   |                   | ve stavbě |
| Félix Éboué                 | Réunion                        |                   |                   | ve stavbě |

## Konstrukce
Kromě 30 členů posádky jsou na palubě ubikace pro 24 dalších osob. Výzbroj tvoří jeden 20mm kanón v dálkově ovládané zbraňové stanici Narwhal, dále 12,7mm a 7,62mm kulomety. Plavidla nesou dva dálkově ovládané drony Aliaca, které startují pomocí katapultu a na zádi je přistávací plocha pro provoz dronů. Dále jsou vybavena dvěma 6,7m čluny RHIB. Pohonný systém je diesel-elektrický. Tvoří jej dva diesely ABC 16DZC a dva elektromotory ENAG-ABB Motion M3LP. Manévrovací schopnosti zlepšují dva na přídi a jeden na zádi dokormidlovacích zařízení. Nejvyšší rychlost dosáhne 24 uzlů. Dosah je 5500 námořních mil při rychlosti 12 uzlů. Autonomie dosáhne 30 dní.